# Nils Christoffer Dunér
Nils Christofer Dunér (Billeberga, 21 de maio de 1839 — Estocolmo, 10 de novembro de 1914) foi um astrônomo sueco.
Doutorado em 1862 na Universidade de Lund, trabalhou a partir de 1864 no observatório de Lund. Em 1887 foi professor extraordinário de astronomia, cátedra que a partir de 1888 ocupou na Universidade de Upsália.
Em 1861 e 1864 participou de expedições ao Ártico em Spitsbergen.
A partir da década de 1870 iniciou a trabalhar com espectroscopia. Trabalhava anteriormente com astronomia clássica, mecânica celeste e estrelas duplas. De 1867 a 1875 realizou medidas micrométricas de 445 estrelas duplas e múltiplas, a fim de calcular o movimento de seus componentes. Publicou em 1884 um catálogo de espectros estelares (classe III no sistema de classificação de Vogel).
Dunér foi membro da Academia Real das Ciências da Suécia, da Sociedade Fisiográfica Real de Ciências de Lund e da Sociedade Real de Ciências de Uppsala. Em 1887 recebeu o Prêmio Lalande do Institut de France e, em 1892, a Medalha Rumford da Royal Society, por suas pesquisas espectroscópicas das estrelas. A cratera lunar Donér foi batizada em sua homenagem.

## Obras
- Mesures micrométiques d'étoiles doubles, 1876
- Sur les étoiles à spectres de la troisième classe, 1884
- Recherches sur la rotation du Soleil, 1891
- Handbok i allmän astronomi, 1899
- Calcul des éléments elliptiques de l'orbite du système stellaire de l'étoile variable Y Cygni, 1900
- Über die Rotation der Sonne, 1907